# Наречена їде до Єллоу-Скай
«Нарече́на ї́де до Є́ллоу-Скай» (англ. The Bride Comes to Yellow Sky) — оповідання американського письменника Стівена Крейна (1871—1900), присвячене темі Дикого Заходу. Уперше було надруковано в 1898 році у журналі «МакКлюрз Мегезін». Написано в Англії.

## Сюжет
Головний герой — Джек Поттер, шериф маленького техаського містечка Єллоу-Скай, — повертається додому з молодою дружиною, із якою познайомився й одружився на сході країни. Суперник шерифа — гангстер Чортяка Вілсон несподівано перестріває його на шляху від потяга до будинку, щоб влаштувати вирішальний бій, але зустріч із беззбройним молодим подружжям його настільки приголомшує, що він ніяково відмовляється від свого наміру.

## Обробки та екранізації
У 1952 році — фільм «Лице в лице» («Face to face», США), режисери — Джон Брам та Бретайн Віндст.
У 1967 році — опера «Наречена їде до Єллоу-Скай» Роджера Ніксона.

## Видання українською мовою
Шлюпка у відкритому морі та інші оповідання / переклад Ігоря Андрущенка. — К. : Знання, 2014. — 190 с. — ISBN 978-617-07-0178-7